# Ceropegia ambovombensis
Ceropegia ambovombensis là một loài thực vật có hoa trong họ La bố ma. Loài này được Rauh & Gérold mô tả khoa học đầu tiên năm 1997.